# 第一生命東戸塚教育センター新館
第一生命東戸塚教育センター新館（だいいちせいめいひがしとつかきょういくセンターしんかん）は、かつて横浜市戸塚区の東戸塚に存在した第一生命保険の研修所である。

## 建築
全国から集まる同社研修生の研修施設として、1992年に完成した。東戸塚駅西口の線路沿いに位置する。高層部は傾斜のついた塔屋と水平連続窓が外観の特徴で、4階から22階にかけては研修生の宿泊施設となっている。最高部は94.6mであるが、傾斜地に建つためさらに高い印象を与える。ギリシャ神話の宮殿の中庭を思わせる低層部のアトリウムは室内緑化が行われ、屋内での栽培が困難だったクロガネモチなどが植えられている。
1994年に日本建設業連合会主催第35回BCS賞、2003年には都市緑化機構主催第2回屋上・壁面・特殊緑化技術コンクール都市緑化技術開発機構理事長賞を受賞している。
東戸塚教育センター本館は新館の近接地に1987年3月に竣工し、「社内総合大学」が創設されたが2015年に解体され、跡地には分譲マンションが建設される。